# Waldfriedhof (Aachen)

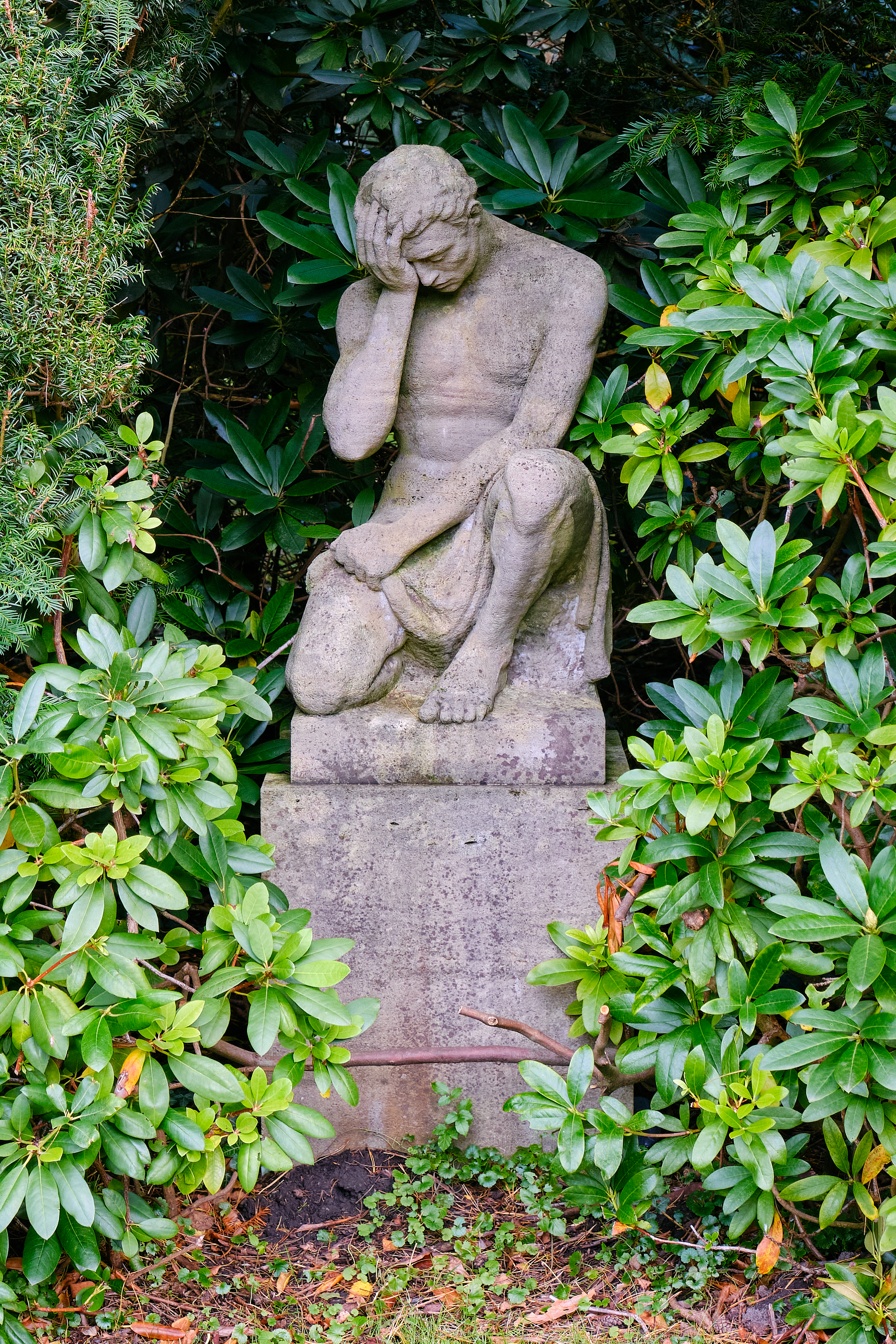
Skulptur am Eingangsbereich

Der Waldfriedhof Aachen ist ein etwa 30,5 Hektar großer Friedhof der Stadt Aachen, welcher im Süden von Burtscheid in den angrenzenden Aachener Wald integriert ist. Die Ursprünge gehen auf das Jahr 1832 zurück und er gliedert sich in einen allgemeinen Friedhofsbereich und einen Ehrenfriedhof, die beide eine gemeinsame, teilweise übergangslose Einheit bilden. Der gemeinsame Zugang zu dieser Anlage ist ganztägig möglich, sowohl von der stadtauswärts führenden Monschauer Straße gegenüber dem II.-Rote-Haag-Weg als auch über den angeschlossenen Waldparkplatz mit Haltestelle des öffentlichen Nahverkehrs an der Monschauer Straße sowie vom Kornelimünsterweg aus. Im südlichen Teil des Friedhofs entspringt der Vorfluter Waldfriedhof, der in nördlicher Richtung durch den Nellessenpark fließt und jenseits des Eselswegs in den Beverbach links einmündet.

## Ursprünge

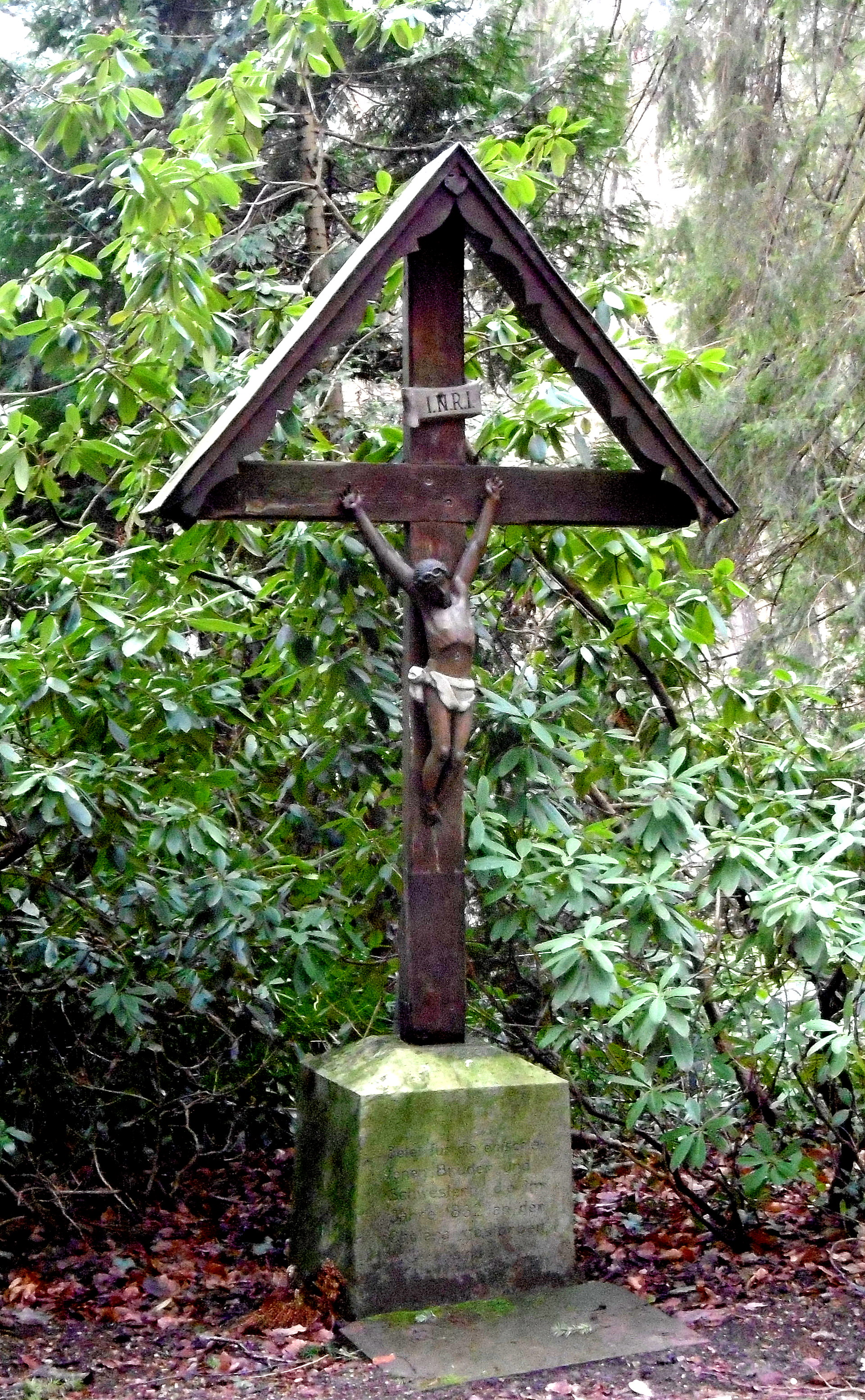
Gedenkkreuz für die Cholera-Toten

In den Jahren 1831/32, 1849 und 1866 kam es im Großraum Aachen und vor allem in der damals selbstständigen Stadt Burtscheid sowohl zu mehreren massiven Choleraepidemien als auch im gleichen Zeitraum zu merkwürdigen Fällen von Wechselfieber, auch „Burtscheider Krankheit“ genannt. Dies hatte zahlreiche Tote zur Folge, für die im Jahre 1832 außerhalb Burtscheids im benachbarten Stadtwald einen Friedhof eingerichtet wurde, welcher aus diesem Grund anfangs auch Cholerafriedhof hieß. Nachdem im Jahre 1862 der Heißbergfriedhof Burtscheid/Aachen angelegt worden war und die Stadt Aachen selbst 1899/90 die Westfriedhöfe I. und II. eingerichtet hatte, wurde der Cholerafriedhof nach Abklingen der Epidemien zunächst nicht weiter belegt. Stattdessen wurde später auf dem Gelände der Aachener Bismarckturm errichtet, der von der Aachener Studentenschaft der Technischen Hochschule Aachen und einflussreichen Bürgern angeregt und am  22. Juli 1907 eingeweiht worden war.

## Ehrenfriedhof

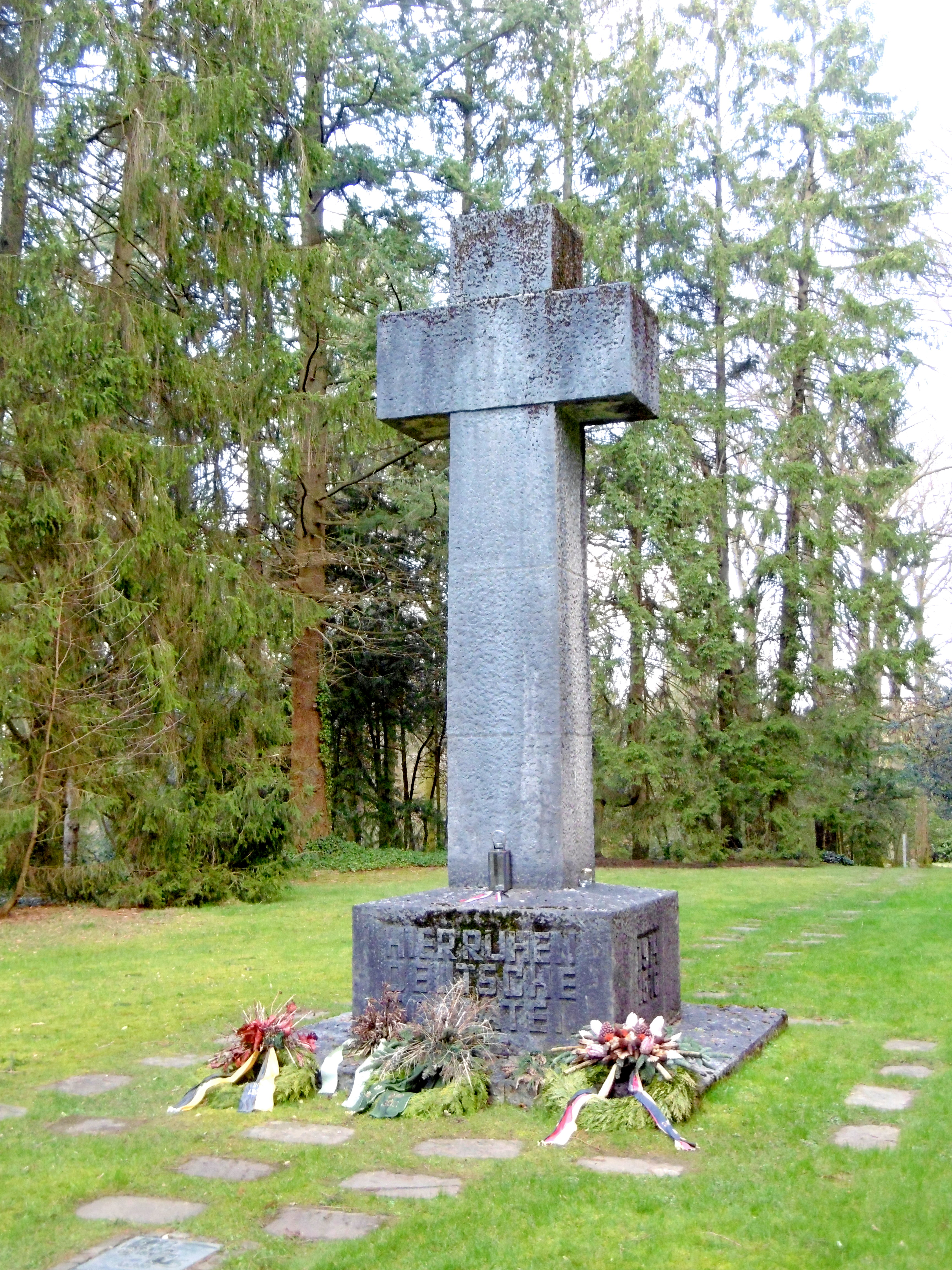
Zentrales Hochkreuz auf dem Ehrenfriedhof

Mit Beginn des Ersten Weltkrieges und den damit einhergehenden ersten Toten im Raum Aachen wurde seitens der Stadt Aachen nach einer Möglichkeit gesucht, diese in gebührender Weise zu bestatten. Daraufhin wurde mit Ratsbeschluss vom 12. September 1914 auf dem Gelände des ehemaligen Cholerafriedhofes rund um den Bismarckturm eine Fläche von annähernd 8,6 ha zum Ehrenfriedhof ausschließlich für Opfer von Krieg und Gewaltherrschaft umgestaltet.
Nachdem bereits Anfang August die ersten Kriegsopfer dort beigesetzt worden waren, fand die erste offizielle Bestattung am 25. September 1914 statt. Bis Januar 1923 wurden auf dem Ehrenfriedhof 2.455 deutsche und ausländische Kriegstote bestattet, die vor allem als verwundete und kranke Soldaten in den Aachener Krankenhäusern und Lazaretten verstorben waren.
Innerhalb dieses Ehrenfriedhofes ist ein etwa 15 m² großes Areal auf einer 1,50 m hohen Bodenerhebung als jüdischer Friedhof eingerichtet worden, welcher nur in der Zeit von 1914 bis 1918 belegt worden war und auf dem derzeit noch 16 Grabsteine (Mazewot) erhalten sind. Die meisten Steine sind verwittert und unleserlich, jedoch ist auf zwei von ihnen ein eingravierter Davidstern zu erkennen.
Wenige Wochen nach Ausbruch des Zweiten Weltkrieges musste bereits am 1. November 1939 die Stadt Aachen den Friedhof erweitern und neue Gräberfelder für die ersten Gefallenen anlegen. In den Jahren 1939 bis 1945 wurden hier weitere 2.623 registrierte Kriegstote beigesetzt. Insgesamt ruhen heute auf dieser größten Kriegsgräberstätte im ehemaligen Regierungsbezirk Aachen 5.078 anerkannte Kriegstote aus 16 Nationen, darunter 4.796 Deutsche, 235 Russen, 15 Rumänen, 11 Serben, 7 Polen, 3 Niederländer, 2 Belgier sowie je ein Franzose, Österreicher, Spanier, Ungar, Jugoslawe, Türke, Ukrainer, Inder und Kanadier. Ferner gedenken aber auch verschiedene Aachener Interessengemeinschaften und Vereine, wie beispielsweise der Aachener Turn- und Sportverein, die Metzger- und Fleischerinnung, die Berufsfeuerwehr, der Verein katholischer Kaufleute Aquisgrana oder der Männergesangsverein Orphea hier auf eigenen Parzellen ihrer im Krieg verstorbenen Mitglieder.
Auch nach dem Krieg kamen weitere Verstorbene durch Umbettungen hinzu, die zwischenzeitlich anderweitig beerdigt worden waren. Im Jahre 1961 fand die letzte größere Umbettung mit 104 Kriegstoten statt, unter diesen zahlreiche Frauen, Männer und Kinder, die als Bombenopfer der Stadt Aachen auf dem benachbarten Waldfriedhof ihre letzte Ruhestätte gefunden hatten. Ferner 52 KZ-Opfer, überwiegend politisch Verfolgte, Homosexuelle und Behinderte, deren Urnen im August 1962 von anderen Anlagen auf die Kriegsgräberstätte umgebettet worden sind. Für den zentralen Gedenkplatz wurde bereits 1957 inmitten des Ehrenfriedhofes ein 6,20 m hohes Steinkreuz aus belgischem Granit aufgestellt. Dieses war ursprünglich für den Soldatenfriedhof in Ougrée-Boncelles bei Seraing gestiftet worden, wo die deutschen gefallenen Soldaten beigesetzt waren, aber nachdem diese auf andere Friedhöfe umgebettet wurden, kam es nach Aachen.

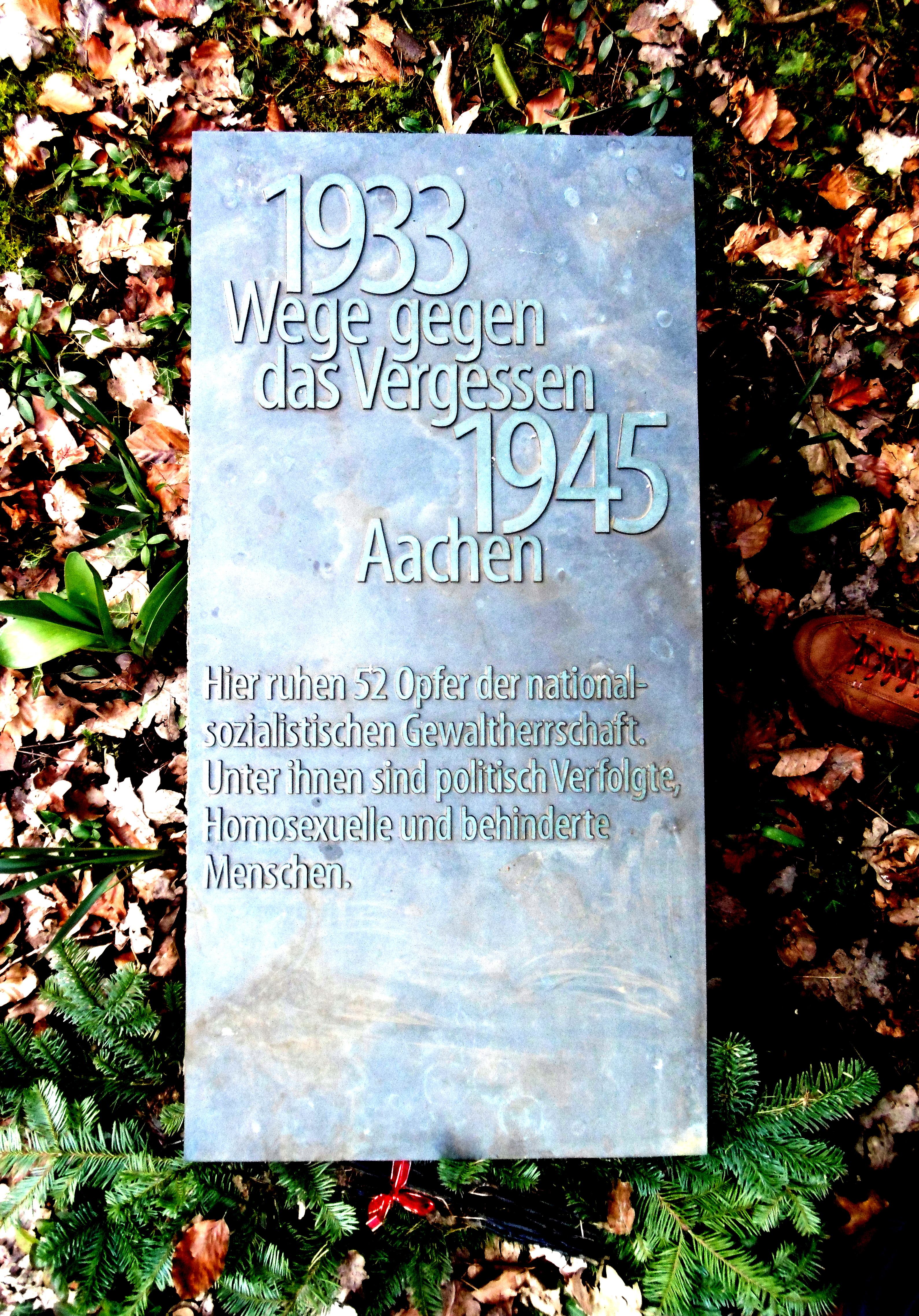
Gedenktafel am Gräberfeld
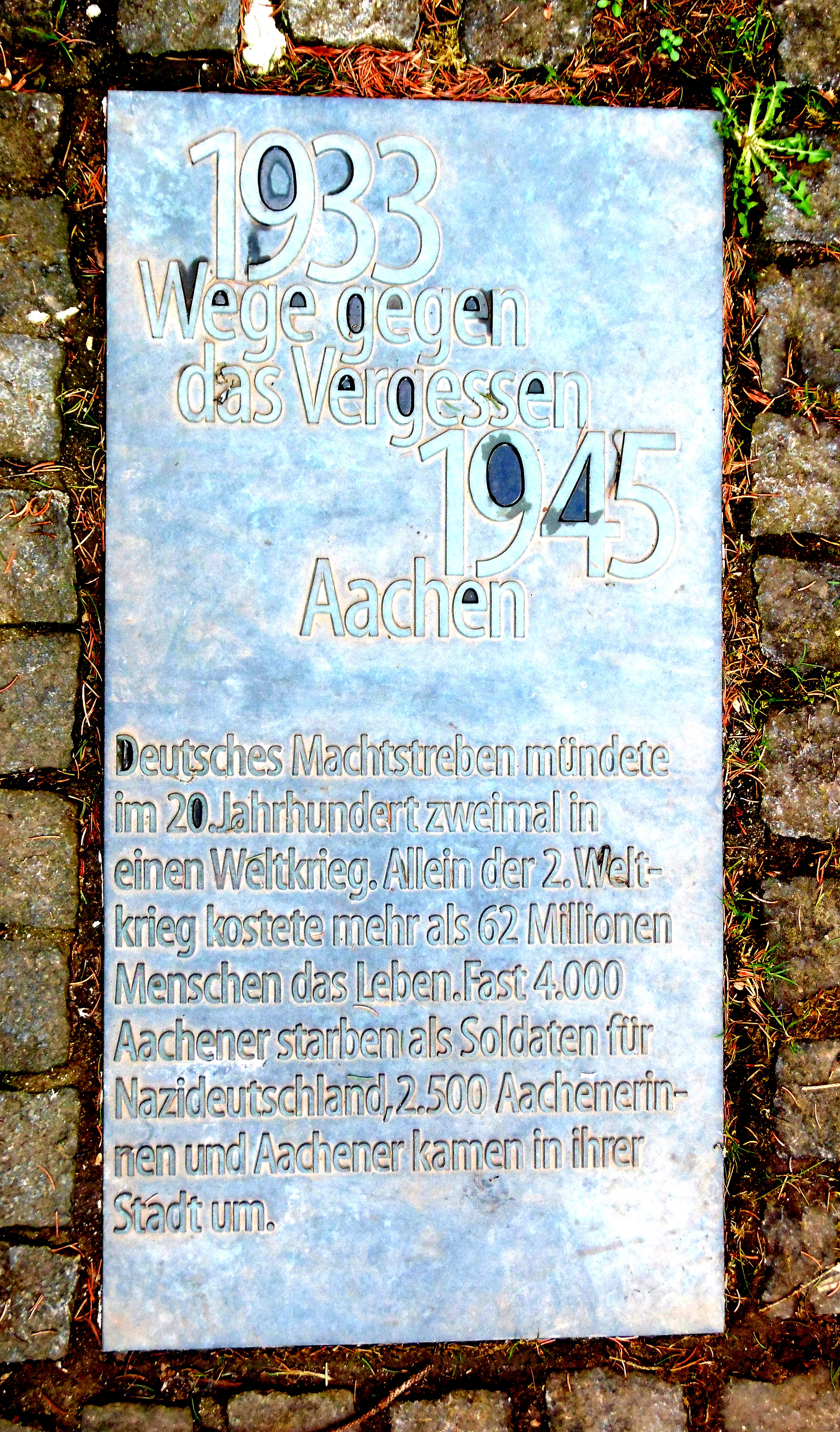
Gedenktafel am Hochkreuz

Darüber hinaus wurden sowohl das Gräberfeld mit den 52 KZ-Opfern als auch die zentrale Gedenkstätte am Hochkreuz in das Projekt Wege gegen das Vergessen der Volkshochschule Aachen aufgenommen und mit einer Gedenktafel versehen. Auf diesen steht geschrieben:

„Hier ruhen 52 Opfer der nationalsozialistischen Gewaltherrschaft. Unter ihnen sind politisch Verfolgte und behinderte Menschen.“

 und 

„Deutsches Machtstreben mündete im 20. Jahrhundert zweimal in einen Weltkrieg. Allein der 2. Weltkrieg kostete mehr als 62 Millionen Menschen das Leben. Fast 4.000 Aachener starben als Soldaten für Nazideutschland, 2.500 Aachenerinnen und Aachener kamen in ihrer Stadt um.“

Jährlich zum Volkstrauertag veranstalten auf dem Areal des Ehrenfriedhofs der Volksbund Deutsche Kriegsgräberfürsorge, die Städteregion Aachen und der Standortälteste von Aachen eine Gedenkfeier für die Verstorbenen beider Weltkriege.

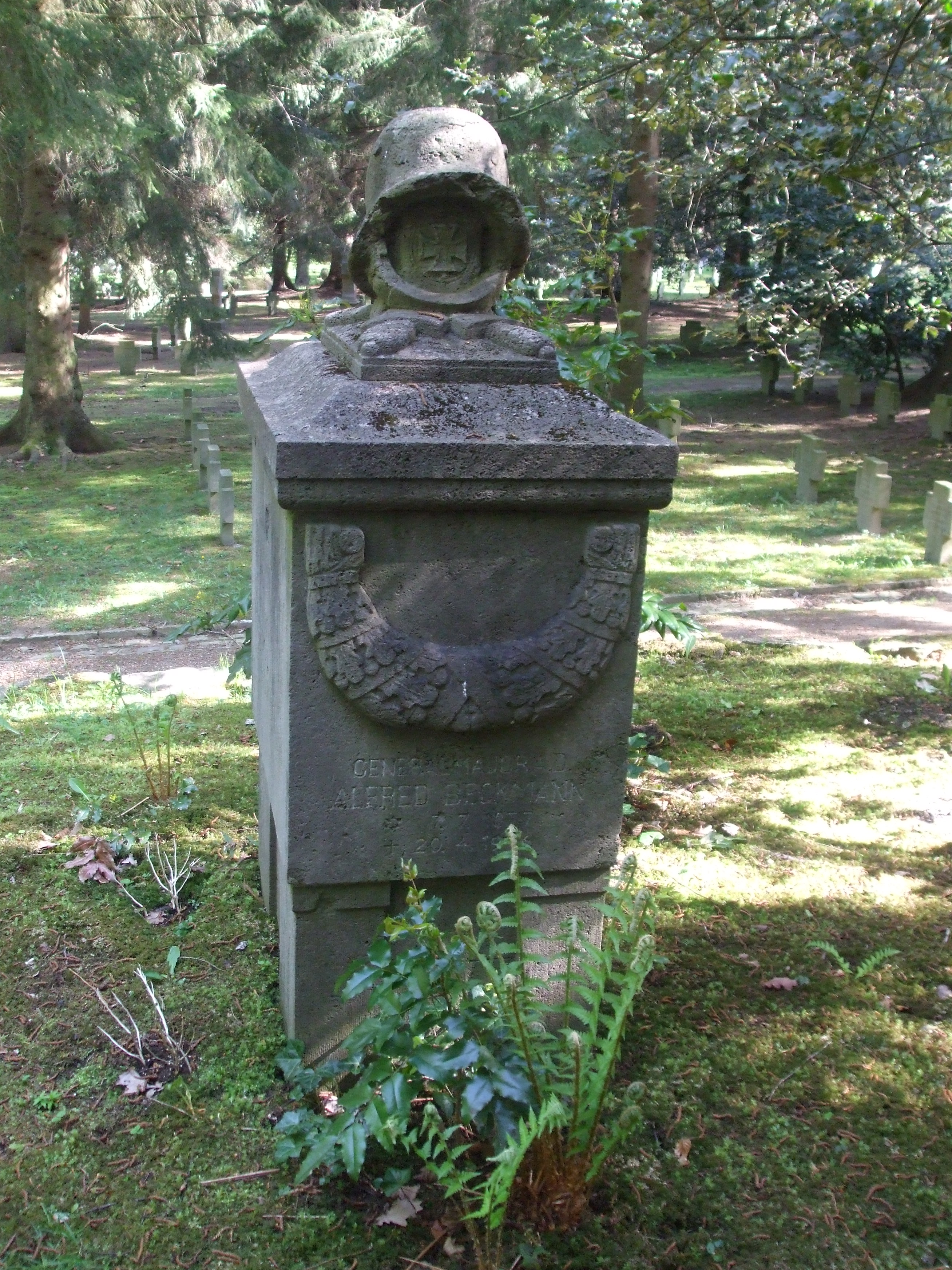
Gedenkstele mit Stahlhelm
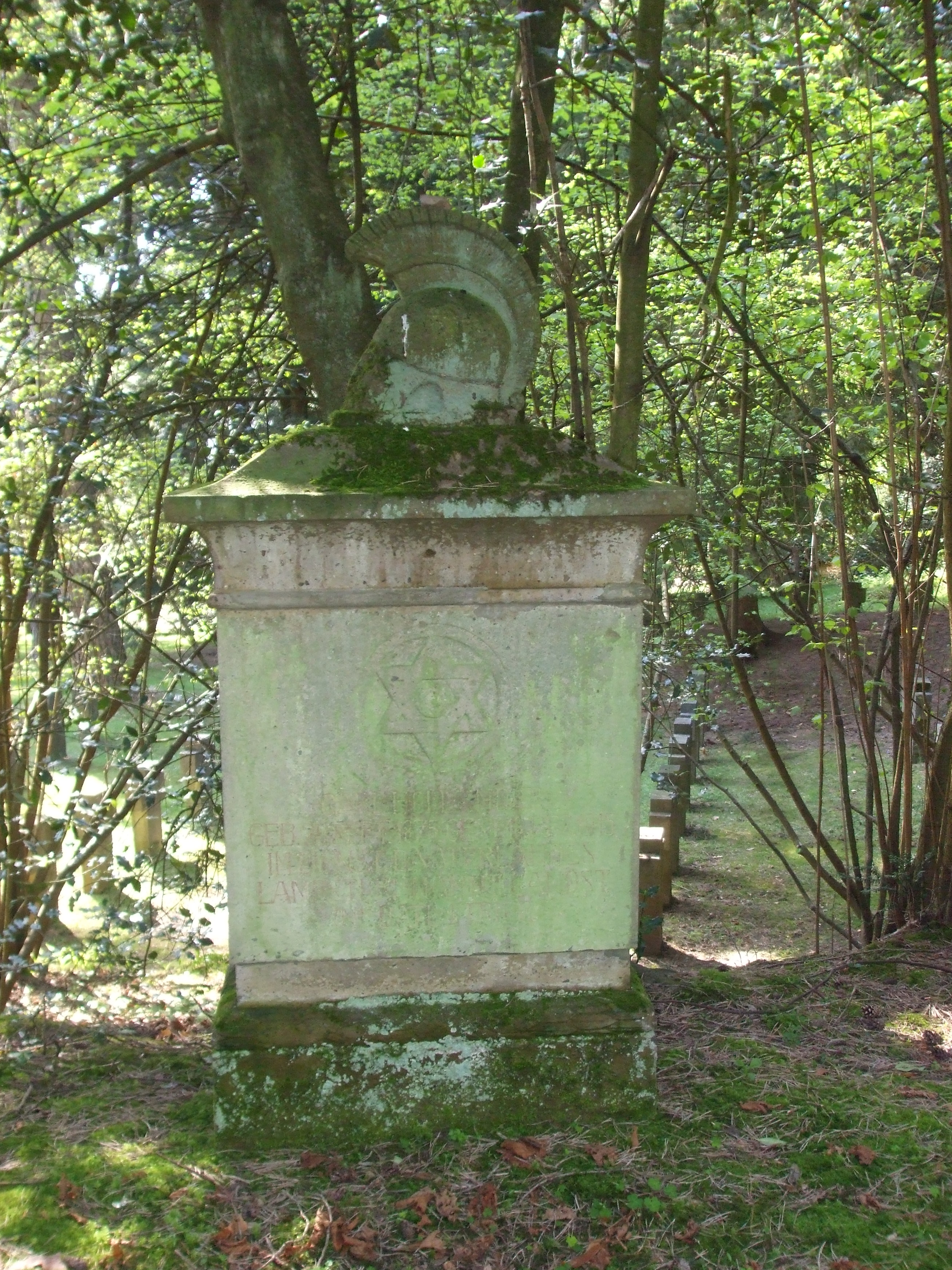
Gedenkstein für einen jüdischen Gefallenen
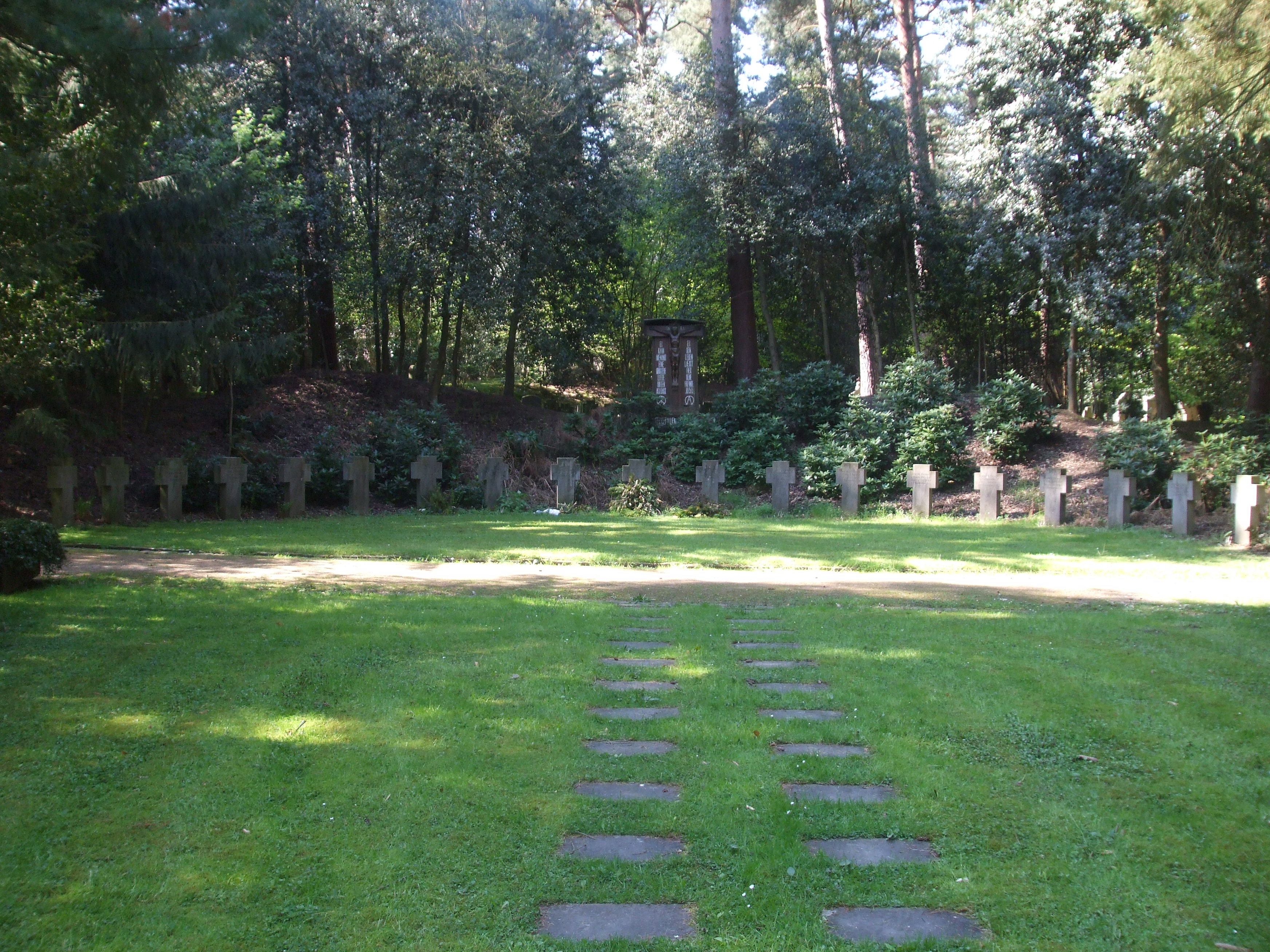
Gräberfeld
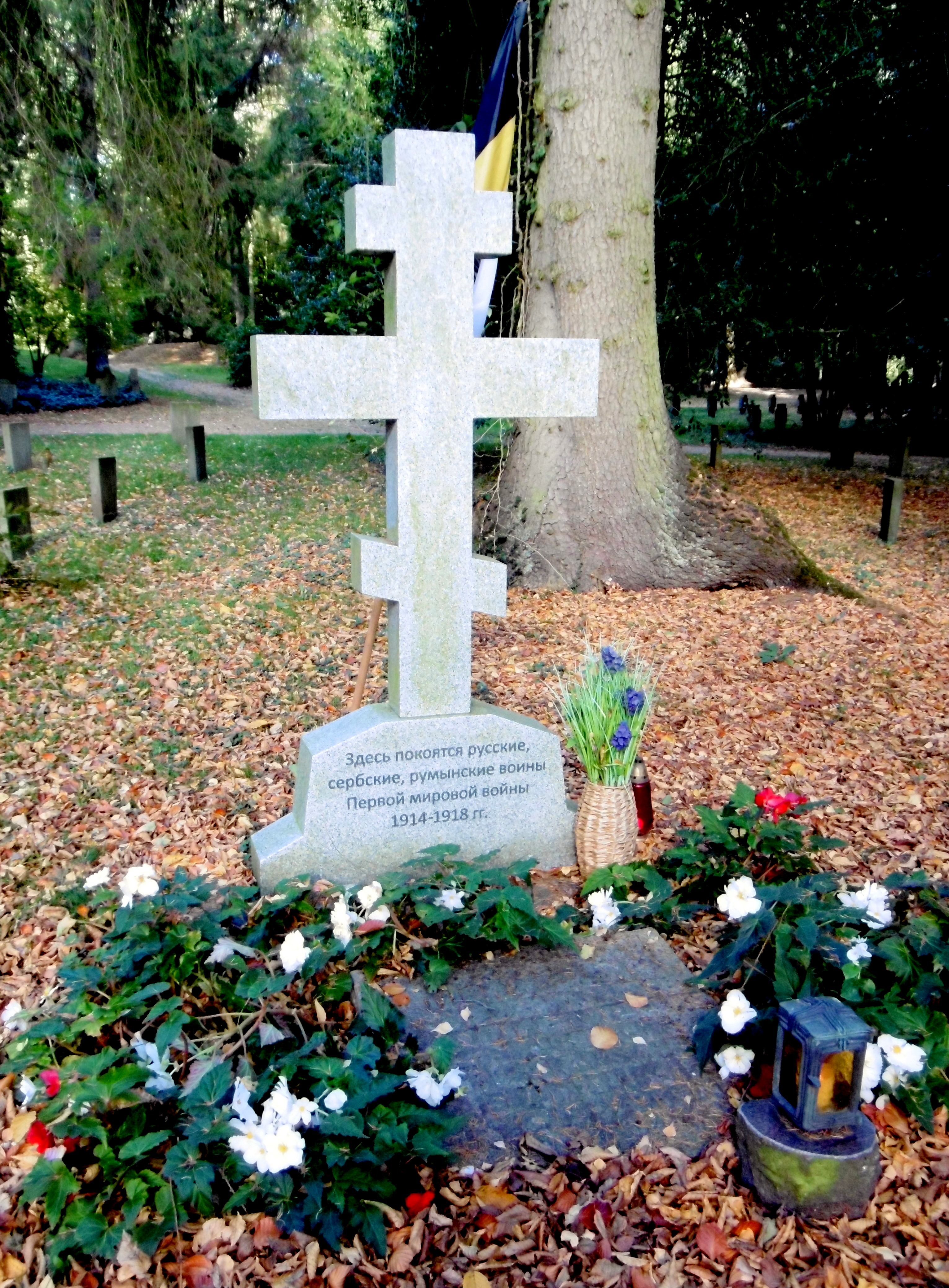
Gedenkstein für einen russischen Soldaten

## Waldfriedhof – allgemeiner Bereich

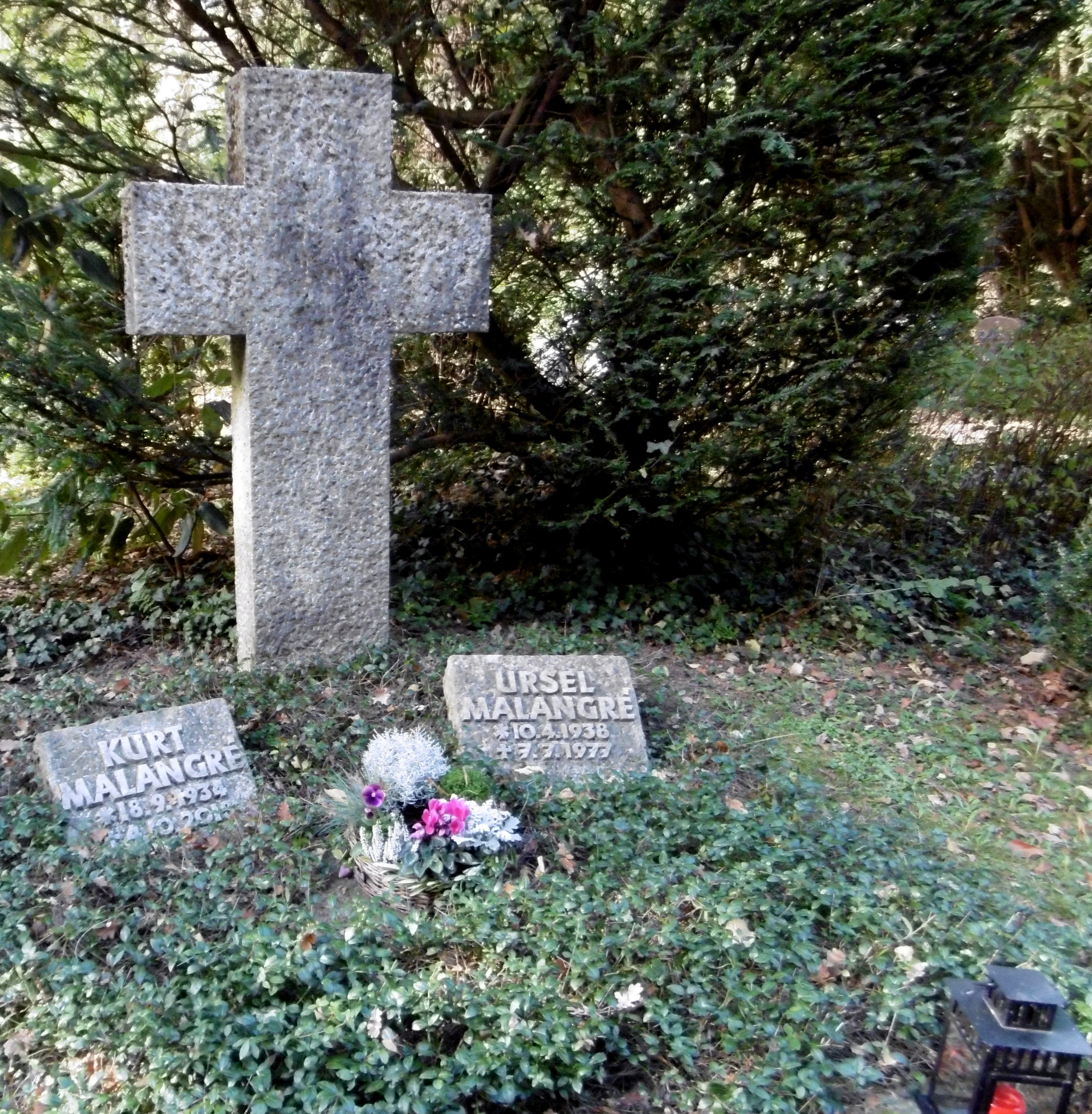
Grabstätte Kurt Malangré

Nachdem zwischen den Weltkriegen die Bevölkerung Aachens deutlich zugenommen hatte und andere Friedhöfe allmählich an ihre Kapazitätsgrenzen stießen, wurde ab 1930 unmittelbar anschließend an den Ehrenfriedhof ein allgemeiner Friedhof eingerichtet, welcher ebenfalls vollständig im Stadtwald integriert wurde und eine Fläche von etwa 22 ha. umfasste. Die dazugehörige Einsegnungshalle wurde 1933 fertiggestellt.
Neben den standardmäßigen Einzel-, Doppel- und Reihengräbern werden hier seit 2004 verschiedene Grabarten zur naturnahen Beisetzung angeboten, die durch die Verabschiedung des neuen Bestattungsgesetzes NRW vom 1. September 2003 genehmigt wurden. Darunter fallen Gräber zur naturnahen Bestattung von biologisch abbaubaren Urnen im Waldbereich des Friedhofs mit bis zu zwei Urnen im Wurzelbereich eines Baumes, die mit einer namentlichen Kennzeichnung mit einem liegenden, naturnahen Gedenkstein je Grab gekennzeichnet werden können. Diese Grabarten werden durch den Aachener Stadtbetrieb unterhalten. Darüber hinaus besteht auf dem Waldfriedhof zusätzlich die Möglichkeit zur naturnahen anonymen Bestattung.

## Einzelne Grabstätten (Auswahl)
- Karl Allgaier, Germanist, Sprachforscher und Dialektologe
- Ludwig Beltz, Internist und ärztlicher Direktor an den städtischen Krankenanstalten Aachen
- Heinrich Bischoff, belgischer Germanist und Literaturkritiker
- August von Brandis, Professor für Figuren und Landschaftszeichnen
- Egidius Braun, Fußballfunktionär
- Emil Ciocoiu, rumänischer Maler
- Winfried Dahl, Werkstoffkundler
- Ilse Essers, Ingenieurin
- Helmut Faissner, Physiker und Rektor der RWTH Aachen
- Georg Frentzen, Architekt und Hochschullehrer
- Wilhelm Fucks, Physiker und Rektor der RWTH Aachen
- Brigitte Gilles, Psychologin und erste Frauenbeauftragte der RWTH Aachen
- Walter Grösser, Elektroingenieur und Hochschullehrer
- Klaus Hammacher, Philosoph und Hochschullehrer
- Hans-Jürgen Haubrich, Elektroingenieur und Hochschullehrer
- Gisbert Kranz, Schriftsteller, Pädagoge und katholischer Theologe
- Jacques Königstein, Aachener Karnevalist und Gründer des Ordens wider den tierischen Ernst
- Manfred Lossau, Altphilologe und Hochschullehrer
- Albert Maas, ehemaliger Oberbürgermeister der Stadt Aachen
- Kurt Malangré, ehemaliger Oberbürgermeister der Stadt Aachen
- Hans Mehrtens, Architekt und Hochschullehrer
- Peter Mennicken, Professor der Philosophie
- Bernd Monheim, Industriemanager
- Heinrich Mückter, Pharmakologe und Chemiker
- Reinhold Münzenberg, Fußballspieler und Präsident von Alemannia Aachen
- Hans-Dieter Ohlenbusch, Biochemiker und Rektor der RWTH Aachen
- Erwin Patzke, Botaniker
- Bernd Pietschmann, Wirtschaftswissenschaftler und Rektor an der FH Aachen
- Eugen Piwowarsky, Werkstoffwissenschaftler und Hochschullehrer
- Andreas Ploeger, Professor für Medizinische Psychologie
- Klaus Poeck, Professor der Neurologe
- Franz Pöggeler, Professor der Pädagogik
- Wilhelm Rombach, Oberbürgermeister a. D. der Stadt Aachen
- Bernhard Sann, Bergbauer und Rektor der RWTH Aachen
- Christopher Schlick, Direktor des Instituts für Arbeitswissenschaft der RWTH Aachen
- Hubert Schmitt-Degenhardt, Regierungspräsident des Regierungsbezirks Aachen
- Egon Schmitz-Cliever, Medizinhistoriker
- Fritz Schultz-Grunow, Maschinenbauingenieur und Hochschullehrer
- Matthias Schwickerath, Botaniker
- Martin Staemmler, Pathologe
- Christian Stetter, Sprachwissenschaftler und Hochschullehrer
- Dirk Vallée, Hochschullehrer für Stadtbauwesen und Stadtverkehr an der RWTH Aachen
- Withold Wiechowski, Elektroingenieur und Hochschullehrer
- Paul Wilski, Geodät und Markscheider